# Джеральд Фіцджеральд, 8-й граф Кілдер

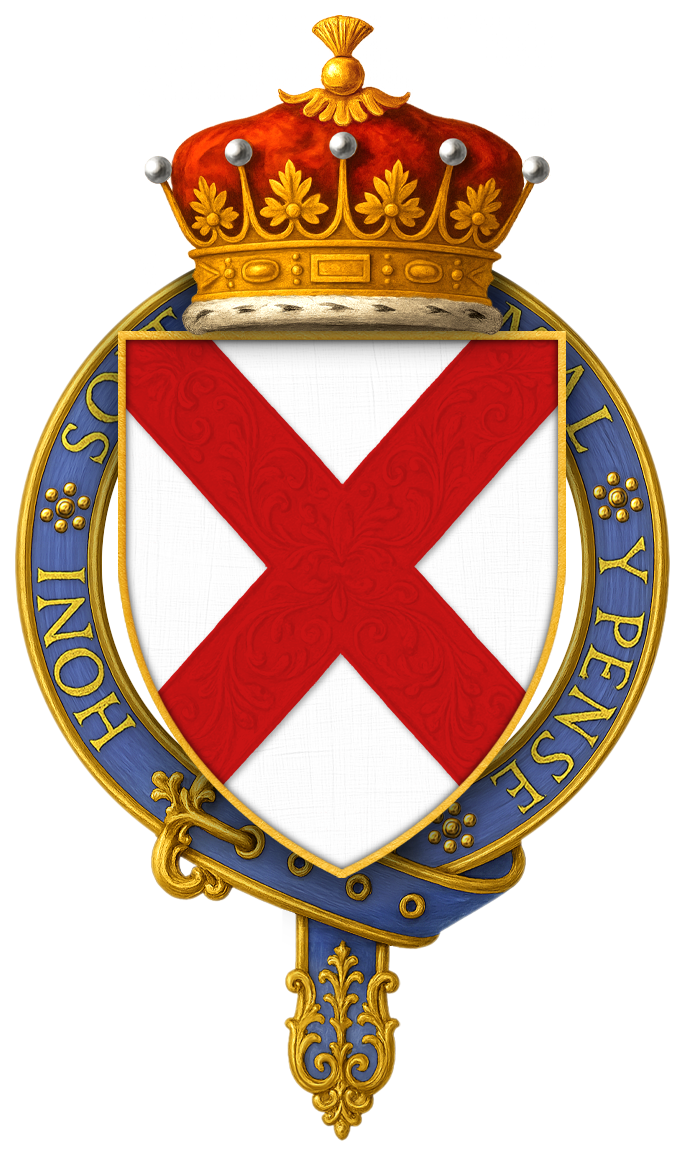
Герб Джеральда ФітцДжеральда — VIII граф Кілдер.

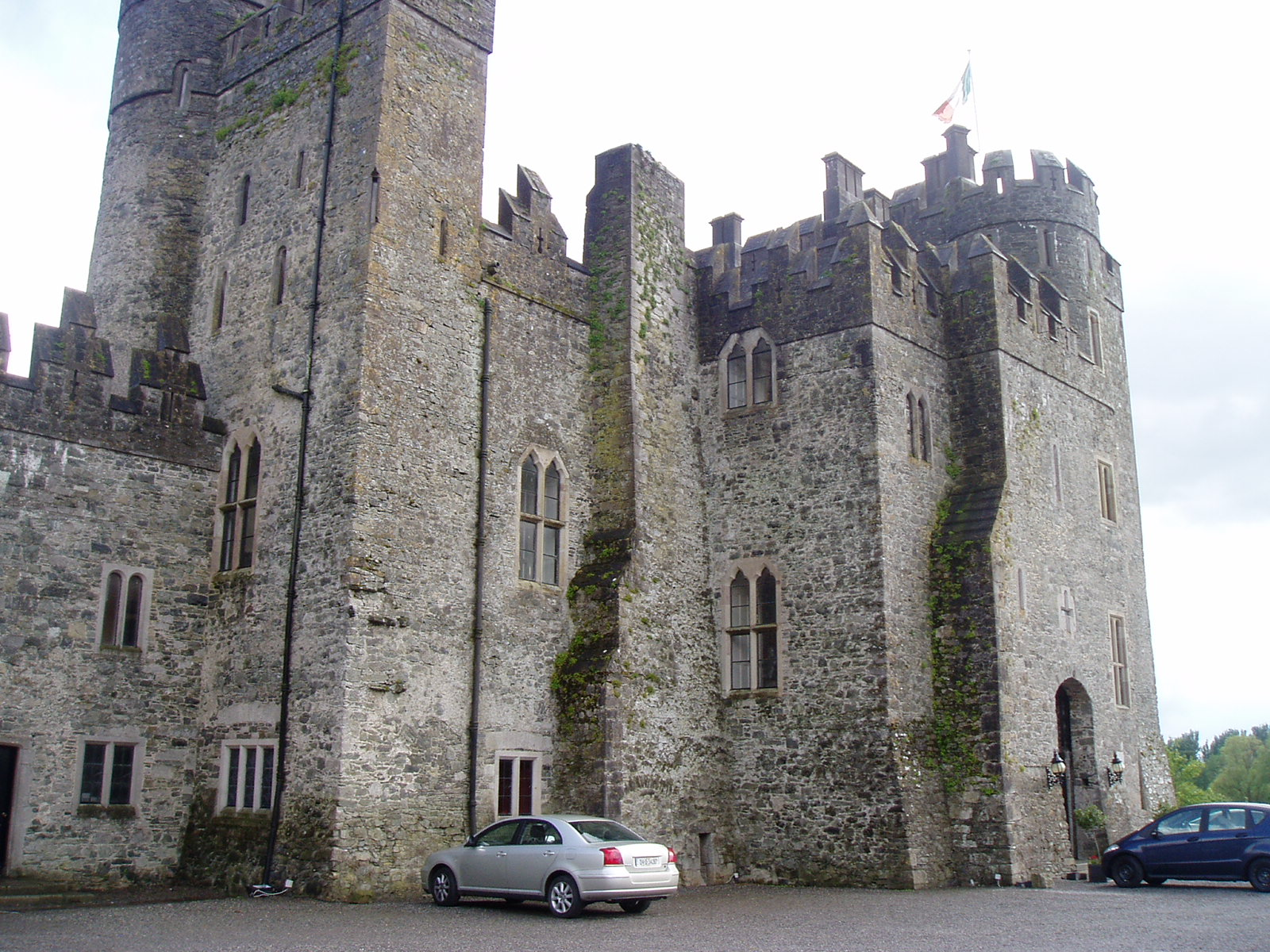
Замок Кілкі.

Джеральд ФітцДжеральд (англ. Gerald FitzGerald, 8th Earl of Kildare; біля 1456 — 3 вересня 1513) — VIII граф Кілдер — відомий також як Великий Гаррет, Ґарет Мор, Геройд Мор (ірл. — Gearóid Mór), Великий граф, Ан Ярла Мор (ірл. — An Iarla Mór) — ірландський аристократ, один із наймогутніших магнатів Ірландії свого часу, фактичний правитель Ірландії, лорд-депутат Ірландії в 1477—1494 роках та в 1496 році. Його називали «Некоронований король Ірландії».

## Життєпис

### Родина
Джеральд Фітцджеральд був сином Томаса Фітцджеральда , VII графа Кілдер та Джейн Фіцджеральд — дочки «узурпатора» Джеймса Фітцджеральда — VI графа Десмонда. Династія Фітцджеральдів була валійсько-норманського походження, осіла в Ірландії після англо-норманського завоювання Ірландії 1169 року і належала до так званих «старих англійців», які давно перейняли ірландську мову та культуру і були за висловом сучасників «більшими ірландцями ніж самі ірландці». ФітцДжеральди походять від Геральда де Віндзора та валійської принцеси Нест ферх Ріс — дочки короля королівства Дехейбарт Ріса ап. Теудура.
Джеральд ФітцДжеральд одружився перший раз з Елісон ФітцЮстас — дочкою Ровланда ФітцЮстаса — І барона Портлестер. З нею було в нього 5 дітей:
- Джеральд ФітцДжеральд — ІХ граф Кілдер
- Леді Елінор ФітцДжеральд — одружилась з королем Доналом МакКарті — ІХ королем Карбері
- Леді Еліс ФітцДжеральд — одружилась з Конном О'Нілом — І графом Тірон
- Леді Маргарет ФіцДжеральд — одружилась з Пірсом Батлером — VIII графом Ормонд
- Леді Елліс ФітцДжеральд — одружилась з Крістофером Флемінгом — VIII бароном Слейн

Джеральд одружився вдруге з Елізабет Сент-Джон — дочкою Олівера Джона Лайд'ярда Трегозе — двоюрідного брата короля Англії Генріха VII. З нею мав він ще 5 дітей:
- Сер Джеймс ФітцДжеральд Лексліп, батько Ізабель ФітцДжеральд, що вийшла заміж за Річарда де Баррі Рахбаррі
- Сер Олівер ФітцДжеральд
- Сер Річард ФітцДжеральд Фассароу — одружився з Мод Дарсі — вдовою Джеймса, барона Скрайн (якого він убив)
- Сер Джон ФітцДжеральд
- Сер Волтер ФітцДжеральд — одружився з Елізабет Планкетт — дочкою Роберта Планкетта — V барона Дансані

Всі його сини від другого шлюбу взяли участь у повстанні свого племінника — Х графа Кілдер — Шовкового Томаса і були страчені за зраду в Тайберне 3 лютого 1537 року.

### Діяльність
Джеральд Фіцджеральд отримав посаду заступника лорда-намісника Ірландії в 1477 році, але був замінений на цій посаді лордом Греєм Коднором на підстав того, що англієць на цій посаді справиться краще, ніж ірландець. Лорди Пейлу з цього приводу зібрались в парламенті і почали протестувати. Король Англії Едвард IV був змушений заново відновити на цій посаді Джеральда. Він успадкував титул графа Кілдер в 1478 році.
Джеральд Фітцджеральд зумів зберегти свою владу в Ірландії і після того, як династія Йорків в Англії була повалена і Генріх VII став королем Англії. Ірландська аристократія підтримувала Йорків і тому новий англійський король ставився до неї вороже. Джеральд ФітцДжеральд кілька разів проявив відкритий непослух щодо короля Англії. Зокрема, він підтримав самозванця Ламберта Сімнела, що видав себе за англійського принца з династії Йорків і оголосив себе королем Едвардом VI. Проте, королю Англії Генріху VII потрібно було щоб в Ірландії при владі була сильна людина, на яку б він міг опертися, інакше Ірландія була б остаточно втрачена і її довелось би знову завойовувати, тому він пробачав Джеральду будь-які гріхи. Спроба самозванця Ламберта Сімнела захопити трон закінчилась повною катастрофою — його прихильники були розбиті в битві під Сток, багато його прихильників, в тому числі Томас ФітцДжеральд були вбиті. Генріх VII, щоб здобути популярність в королівстві, вирішив бути милосердним і багато заколотників були помилувані. Помилуваний був навіть самозванець Ламберт Сімнел. Його навіть не кинули за ґрати, а взяли слугою до королівського двору. Джеральд попросив у короля пробачення і король його пробачив і запросив на бенкет разом з іншими бунтівними баронами. Яке ж було їх здивування під час бенкету, коли вони побачили, що наїдки та напої їм розносить самозванець Сімнел. Король Генріх VII полюбляв хороші жарти. Ще один самозванець з'явився в Ірландії в 1492 році. Це був Перкін Ворбек, що оголосив себе Річардом — герцогом Йоркським, сином Едварда IV, новим королем Англії. Джеральд був достатньо передбачливим, щоб не підтримати нового самозванця. Король Генріх VII пожартував на цю тему, що мавпа очолює ірландське благородство (натяк на герб ФітцДжеральдів). Перкін Ворбек був розбитий, схоплений і повішений в Тайберні.
У часи піднесення Джеральда в 1477—1494 роках Ірландія під його владою стала практично незалежною від Англії. Але ця незалежність урвалася в 1494 році — вороги Джеральда захопили владу в Ірландії, а Джеральда відвезли в Лондон як зрадника і кинули за ґрати в лондонський Тауер. У цей час померла його дружина Елісон. Король Генріх VII розумів, що його влада в Ірландії хитка, у будь-яку мить всю Ірландію може охопити повтання, яке придушити не вдасться. Джеральд потрібний був королю як людина, що зможе втримати Ірландію в спокої і забезпечити хоча б часткову владу Англії над частиною Ірландії. У 1496 році відбувся суд над Джеральдом ФітцДжеральдом. Джеральд переконав короля, що нинішня влада в Ірландії це «помилкові валети». Джеральда на суді звинувачували у багатьох злочинах, в тому числі в підпалі кафедрального собору в Турлесі. Джеральд відповів, що він нізащо б не підпалював собор, якби знав, що в ньому в той час відсутній архієпископ. І це при тому, що архієпископ Девід Кріг був присутній у залі суду. Король почувши таку зухвалу відповідь почав голосно сміятися. Тоді король сказав, що Джеральд може скористатися послугою будь-якого адвоката, на що Джеральд відповів, що він обирає найкращого адвоката в королівстві — короля Англії. Король знову розсміявся. Тоді встав один із обвинувачувачів і сказав: «Вся Ірландія не може впоратись з цією людиною!» Тоді король відповів: «Якщо вся Ірландія не може ним керувати, тоді хай він керує Ірландією!» Король звільнив Джеральда, дозволив йому одружитися з Елізабет Сент-Джон — далекою родичкою короля. Джеральд з тріумфом повернувся в Ірландію.
Після цього він почав правити в Ірландії залізною рукою. Він придушив повстання в місті Корк в 1500 році, повісив мера міста. Потім підняв армію на повстанців в Коннахті і розбив їх в битві під Кнокдоу. У 1512 році він повів армію в Ольстер, що на той час складався з кілької незалежних ірландських королівств, які воювали між собою. Він розбив О'Нейлла в Кландебой і захопив його, потім захопив замок Белфаст, спустошив володіння Біссетів та Гленс Антрім.
У 1513 році він вирушив в похід на клан О'Карролл. Під час цієї війни Джеральд був смертельно поранений, коли напував коня біля Кілкі. Його привезли в замок Кілдер, де він і помер 3 вересня 1513 року.

## Характер
Про Джеральда писали сучасники як про людину, у якого була виняткова харизма, що вражала оточуючих людей. Він мав глибокий вплив як на ірландців так і на англійців. На відміну від свого старшого сина, що був досить хитрим дипломатом, Джеральд був «відкритий і простий» у стосунках з людьми. Він був непередбачуваним і запальним в молодості і більш стриманим і поміркованим у зрілих літах.

## Джеральд ФітцДжеральд у мистецтві
Про Джеральда зняла компанія Бі-Бі-Сі у 1972 році мінісеріал «Тінь вежі». Роль Джеральда грав Гоун Грейнджер.

## Легенда про Великого графа Геройд Мора
Легенду про Геройд Мора записав поет Нуала О'Фаолайн. Згідно з цією легендою Джеральд ФітцДжеральд — Геройд Мор знався на чорній магії. Він міг перетворюватися у різних живих істот, але він не мав права показувати своїй дружині різні свої перетворення. Але вона вперто благала його продемонструвати свої здібності. Тоді він поступився її благанням і перетворився на щиглика. У цю мить прилетів яструб, схопив щиглика, і більше Геройд Мора ніхто не бачив.
Згідно іншої легенди Ан Ярла Мор зі своїми воїнами сплять в печері біля Керраг, що в графстві Кілдер і чекають свого часу, щоб прокинутись і визволити Ірландію. Граф прокидається один раз на 7 років, сідлає свого коня і скаче навколо Керраг. Кінь підкований срібними копитами. Коли підкови коня зітруться і стануть тоншими ніж вухо кішки, граф Ан Ярла Мор підніме свою сплячу армію і визволить Ірландію від англійців. І стане після цього королем Ірландії і буде правити нею 40 років.